# Yevgueni Prigozhin
Yevgueni Víktorovich Prigozhin (en ruso: Евге́ний Ви́кторович Приго́жин; Leningrado, 1 de junio de 1961–Kuzhénkino, Óblast de Tver, 23 de agosto de 2023) fue un oligarca ruso que tuvo estrechos vínculos con el presidente ruso Vladímir Putin.Fue apodado «el chef de Putin» (повар Путина, póvar Pútina) en un artículo de Associated Press debido a los restaurantes y empresas de catering de su propiedad que organizaban cenas a las que Putin asistía con dignatarios extranjeros. Según el propio Prigozhin, este sobrenombre le fue adjudicado por el político ruso Alekséi Navalni (1976 - 2024), en una de las investigaciones de la ONG Fundación Anticorrupción.
En 2014, Prigozhin fundó el Grupo Wagner para apoyar a los paramilitares prorrusos en Ucrania. Financiado por el Estado ruso, desempeñó un papel importante en la invasión rusa de Ucrania y apoyó los intereses rusos en Siria y en África. En noviembre de 2022, Prigozhin reconoció la interferencia de sus empresas en las elecciones de Estados Unidos. En febrero de 2023, confirmó que era el fundador y director durante mucho tiempo de la Agencia de Investigación de Internet, una empresa rusa que lleva a cabo campañas de propaganda y desinformación en línea.
Prigozhin controlaba una red de empresas, incluidas tres acusadas de injerencia en las elecciones estadounidenses de 2016 y otros acontecimientos políticos fuera de Rusia, siendo una de ellas la Agencia de Investigación de Internet. También estaba acusado de intentar influir en las elecciones en Estados Unidos en 2018. Prigozhin, sus empresas y asociados enfrentan sanciones económicas y cargos penales en los Estados Unidos. Tras la invasión rusa de Ucrania en febrero de 2022, él mismo confirmó que creó la Agencia de Investigación de Internet, comúnmente llamada la «granja de troles», para interferir en las elecciones de Estados Unidos, hecho que estuvo negando durante diez años.
Según una investigación de Bellingcat, The Insider y Der Spiegel, sus operaciones «estaban estrechamente integradas con el Ministerio de Defensa Ruso y su brazo de inteligencia, el GRU».
Prigozhin criticó abiertamente al Ministerio de Defensa ruso por corrupción y mal manejo de la guerra contra Ucrania. Finalmente, dijo que las razones que dieron para invadir fueron mentiras.A mediados de junio de 2023, Yevgueni Prigozhin se rebela contra el gobierno ruso haciendo que tropas del Grupo Wagner entren en la ciudad de Rostov del Don y comiencen una marcha hacia Moscú en la llamada Marcha de la justicia. Todo ello en el contexto del enfrentamiento de Prigozhin con la cúpula militar rusa. Se presentó un caso penal en su contra; pero tras la negociación y la mediación del presidente de Bielorrusia, Alexander Lukashenko, Prigozhin accedió a retirarse; según el portavoz del Kremlin, Dmitri Peskov, Prigozhin iría a Bielorrusia como parte del arreglo negociado, por el cual el Grupo Wagner vuelve a sus bases y es disuelto, se cerraba la causa penal por sublevación militar contra él, quien se exilió en Bielorrusia, y los componentes del Grupo Wagner que participaron en la acción tuvieron sus cargos penales retirados en reconocimiento de sus acciones de guerra.
El 23 de agosto de 2023, exactamente dos meses después de la rebelión, Prigozhin murió junto con otras nueve personas cuando un avión de negocios se estrelló en la región de Tver, al norte de Moscú.

## Biografía

### Primeros años
Nacido en Leningrado (ahora San Petersburgo) el 1 de junio de 1961, hijo de Violeta Prigózhina (en ruso: Виолетта Пригожина), quien lo crio como madre soltera mientras trabajaba en un hospital local, dado que su padre falleció precozmente. Su padre y su padrastro eran descendientes de judíos. Entrenado por su padrastro, Samuíl Zharkói, instructor de esquí de fondo, asistió a un prestigioso internado de atletismo del que se graduó en 1977. Sin embargo, su carrera en el deporte no funcionó. En noviembre de 1979, recibió una sentencia por robo. En 1981, fue sentenciado a trece años de cárcel bajo los cargos de robo, fraude y participación de adolescentes en delitos, pero fue indultado en 1988 y liberado en 1990. En total, pasó nueve años en prisión.

### Inicios de su carrera
Después de su puesta en libertad en 1990, Prigozhin comenzó a vender perritos calientes junto a su madre y su padrastro en el mercado al aire libre de Apraksin Dvor en Leningrado. Pronto, según una entrevista con él en el New York Times, «los rublos se acumulaban más rápido de lo que su madre podía contarlos».
De 1991 a 1997, Prigozhin estuvo muy involucrado en el negocio de las tiendas de comestibles. Se convirtió en accionista del 15% y gerente de Contrast, que fue la primera cadena de supermercados en San Petersburgo y fundada por su excompañero de clase Boris Spektor.
Casi al mismo tiempo, Prigozhin se involucró en el negocio de los juegos de azar. Spektor e Igor Gorbenko contrataron a Prigozhin como director general de Spectrum CJSC (en ruso: ЗАО «Спектр»), que fundó los primeros casinos en San Petersburgo. Este trío creó muchos otros negocios juntos a lo largo de la década de 1990 en diversas industrias, incluida la construcción, la investigación de mercados y el comercio exterior. Nóvaya Gazeta señala que esto puede ser cuando Prigozhin se reunió con Vladímir Putin por primera vez, ya que Putin había sido presidente del consejo de supervisión de casinos y juegos de azar desde 1991.
En 1995, Prigozhin entró en el negocio de los restaurantes. Cuando los ingresos de sus otros negocios comenzaron a caer, Prigozhin persuadió a un director de Contrast, Kirill Ziminov, para que abriera un restaurante con él. Abrieron el primer restaurante de Prigozhin: la Antigua Aduana (en ruso: Старая Таможня) en San Petersburgo. En 1997, fundaron un segundo restaurante, New Island, un restaurante flotante que se convirtió en uno de los lugares más de moda para comer en la ciudad. Inspirados por los restaurantes frente al mar en el Sena en París, Prigozhin y Ziminov crearon el restaurante gastando 400.000 dólares para remodelar un barco oxidado en el río Vyatka. Dijo que sus clientes «querían ver algo nuevo en sus vidas y estaban cansados de comer chuletas con vodka». Antes de que Prigozhin decidiera centrarse en la comida de lujo, uno de sus establecimientos gastronómicos inicialmente presentaba un espectáculo de striptease. Según los informes, se sabía que Prigozhin castigaba el mal desempeño o la mala conducta de los empleados de sus negocios de catering con violencia física.
En 2001, Prigozhin sirvió personalmente comida a Vladímir Putin y al presidente francés Jacques Chirac cuando cenaron en New Island. Fue anfitrión del presidente estadounidense George W. Bush en 2002. En 2003, Putin celebró su cumpleaños en New Island.
En el transcurso de la década de 2000, Prigozhin se acercó a Vladímir Putin. En 2003, dejó a sus socios comerciales y estableció sus propios restaurantes independientes. Cabe destacar que una de las empresas de Prigozhin, Concord Catering, comenzó a ganar numerosos contratos gubernamentales. Recibió cientos de millones en contratos gubernamentales para alimentar a niños en edad escolar y trabajadores del gobierno. En 2012, recibió un contrato para suministrar comidas al ejército ruso por valor de 1.2 millones de dólares durante un año. Se alega que parte de los beneficios de este contrato se utilizaron para crear y financiar la Agencia de Investigación de Internet.
El 11 de diciembre de 2018, una empresa que afirmaba no estar afiliada a Concord Catering llamada Msk LLC (en ruso: ООО "Мск") recibió 2,5 millones de rublos por un banquete anual del "Día de los Héroes de la Patria" celebrado en el Kremlin. Sin embargo, Msk LLC comparte el mismo número de teléfono de contacto con Concord. El 11 de diciembre de 2019, la empresa recibió otros 4,1 millones de rublos para otro banquete.
En 2012, se mudó con su familia a un complejo de San Petersburgo con una cancha de baloncesto y un helipuerto. En ese momento poseía un jet privado y un yate de 115 pies (35 m). Más tarde, Prigozhin fue vinculado a varios aviones, incluidos dos Cessna 182, así como aviones Embraer Legacy 600, British Aerospace 125 y Hawker 800XP.
La Fundación Anticorrupción acusó a Prigozhin de prácticas comerciales corruptas. En 2017, estimaron que su riqueza ilegal valía más de mil millones de rublos. Alekséi Navalni alegó que Prigozhin estaba vinculado a una empresa llamada Moskovsky Shkolnik (Escolar de Moscú) que había suministrado alimentos de mala calidad a las escuelas de Moscú, lo que había causado un brote de disentería en 2019.

## Grupo Wagner
El Grupo Wagner es una empresa militar privada financiada por el Estado ruso y formada en el '76. Inicialmente apoyó a los paramilitares prorrusos en la guerra del Donbás contra Ucrania, y luego desempeñó un papel importante en la invasión rusa de Ucrania en 2022. También ha apoyado a regímenes amigos de la Rusia de Putin en Oriente Medio y en África.
Estuvo vinculado al grupo mercenario conocido como Grupo Wagner, que ha estado involucrado en varias acciones como empresa militar privada.Prigozhin negó repetidamente tener vínculos con el Grupo Wagner, pero durante la invasión rusa de 2022 viajó a Ucrania para supervisar el progreso del grupo y fue fotografiado en primera línea con uniforme militar junto al miembro de la Duma rusa Vitaly Milonov. En septiembre de 2022 dijo que había fundado Wagner en 2014 para "proteger a los rusos" cuando "comenzó el genocidio de la población rusa de Dombás". Explicó que desempeñó un papel personal desde el principio, afirmando que "encontró especialistas que podían ayudar" después de "[limpiar] las armas viejas y [clasificar] los chalecos antibalas" él mismo. Prigozhin también confirmó las acusaciones, previamente negadas por el gobierno ruso, de que el grupo había estado involucrado en otros países alineados con los intereses rusos en el extranjero, diciendo que los mercenarios de Wagner que "defendieron al pueblo sirio, a otros pueblos de países árabes, a los africanos indigentes y a los latinoamericanos, se han convertido en los pilares de nuestra patria". En agosto de 2022, medios independientes rusos como Viorstka y Mediazona reportaron su presencia en diferentes cárceles rusas con el objetivo de reclutar mercenarios para participar en la invasión a Ucrania.
En un comentario publicado en septiembre de 2022 en la red social rusa VKontakte, admitió que creó el Grupo Wagner durante la guerra del Dombás en 2014.
Dmitri Utkin, un veterano militar ruso, también fue nombrado fundador y comandante de Wagner. Como Prigozhin no tenía antecedentes militares, según los informes, confió en Utkin para supervisar las operaciones militares de Wagner. Utkin fue una vez jefe de seguridad de Prigozhin y también figuraba como director general de Concord Management.

### Invasión rusa de Ucrania
Prigozhin saltó a la fama durante la invasión rusa de Ucrania en 2022. Durante las etapas iniciales, las Fuerzas Terrestres rusas sufrieron bajas significativas, pero el anuncio de la movilización de reservistas fue retrasado por Putin. Como resultado, las autoridades buscaron activamente reclutar mercenarios para la invasión, lo que llevó a una mayor influencia y poder para Prigozhin y el Grupo Wagner. A Prigozhin se le asignaron recursos sustanciales, incluidos sus propios activos de aviación. Además, a partir del verano de 2022, obtuvo la autoridad para reclutar reclusos de las cárceles rusas en el Grupo Wagner a cambio de su libertad. La inteligencia occidental estimó que el número de mercenarios de Wagner aumentó de "varios miles" de combatientes alrededor de 2017-2018 a aproximadamente 50.000 combatientes en diciembre de 2022, y la mayoría de ellos eran convictos penales reclutados en las prisiones.
El 13 de noviembre de 2022, el Grupo Wagner publicó un vídeo en el que se mostraba a sus mercenarios utilizando un mazo para ejecutar a Yevgueni Nuzhin, un desertor que, según los informes, había sido devuelto a los rusos en un intercambio de prisioneros. Prigozhin comentó: «Me parece que esta película debería llamarse: 'un perro muere la muerte de un perro'» y «Fue un excelente trabajo de dirección, visto de una sola vez. Espero que ningún animal haya sido dañado durante el rodaje".

### Conflicto con el Ministerio de Defensa ruso
En vísperas de la invasión rusa de Ucrania, Prigozhin desarrolló relaciones tensas con el liderazgo ruso, entrando en conflicto tanto con el Ministerio de Defensa ruso como con la Administración Presidencial de Rusia. Prigozhin criticó a Serguéi Shoigú por las acciones del ejército ruso en Siria y dijo que el ejército ruso estaba operando allí con «métodos obsoletos». A su vez, a Shoigú no le gustó la provisión de alimentos para el ejército ruso por parte de las empresas de Prigozhin.
Durante la invasión rusa de Ucrania, Prigozhin criticó públicamente al Ministerio de Defensa ruso en duros términos que van desde la munición y suministros insuficientes hasta supuestos ataques por parte de la armada rusa contra tropas del Grupo Wagner. El 5 de junio, a medida que aumentaban las tensiones, Prigozhin publicó un video en sus canales de redes sociales en el que se mostraba a un coronel ruso capturado que admitía haber ordenado a sus tropas que dispararan contra las tropas de Wagner, mientras aparentemente estaba borracho.
Prigozhin intensificó su retórica contra el Ministerio de Defensa en abril. En mayo de 2023, dijo: "Nos han puesto en una escasez artificial de municiones que están almacenadas. No recibíamos más del 30% de nuestras necesidades. Así que nuestras pérdidas fueron mucho mayores de lo que deberían haber sido, pero estábamos saliendo adelante. Hace un mes dejaron de darnos municiones y no estamos recibiendo más del 10%". El 5 de mayo de 2023, Prigozhin anunció que, debido a la falta de municiones, sus combatientes abandonarían Bajmut el 10 de mayo de 2023 y entregarían sus posiciones a unidades del Ministerio de Defensa ruso si no recibían más municiones. Prigozhin publicó un vídeo en el que gritaba con el rostro distorsionado por la ira contra los cuerpos de los wagneristas asesinados: «Ahora escúchenme, perras, estos son los padres de alguien y los hijos de alguien. Y esa escoria que no da municiones, perra, se comerá las tripas en el infierno. Tenemos un 70% de escasez de municiones. Shoigu, Gerasimov, ¿dónde coño está la munición? Míralas, perras". Prigozhin dijo a los comandantes militares rusos: "Ustedes se sientan en clubes caros, sus hijos disfrutan de la vida, hacen videos en YouTube. Pensáis que sois los dueños de esta vida, y que tenéis derecho a disponer de sus vidas".
El 9 de mayo, Prigozhin acusó a las fuerzas regulares del ejército ruso de "huir" de sus posiciones, mientras que a sus propias fuerzas de Wagner supuestamente se les prohibió retirarse. Según él, cualquier "retirada de Wagner de los cargos se consideraría alta traición". También acusó al Ministerio de Defensa de dar solo a sus tropas el 10% de lo prometido, causando altas bajas de Wagner, y amenazó con que si no recibía municiones, sus fuerzas se retirarían de sus posiciones. Dijo que el Ministerio de Defensa estaba más centrado en las luchas internas de poder y en las "intrigas" que en la lucha real. Los propios ucranianos apoyaron más tarde esta versión, y su 3.ª Brigada de Asalto Separada declaró en Telegram que la 72.ª Brigada Separada de Fusileros Motorizados había "escapado" de la ciudad y que las tropas restantes habían sufrido bajas muy altas.

### "Marcha de la justicia"
En junio de 2023, Prigozhin llamó a un motín por parte del Grupo Wagner en contra de las fuerzas armadas rusas tras un supuesto bombardeo por parte de Rusia hacia un campamento del Grupo Wagner. Por otro lado, Rusia negó dicho bombardeo calificándolo como un bulo informativo y a Prigozhin como criminal por alentar a un motín armado, dándole los respectivos cargos legales.
El 23 de junio de 2023, Prigozhin afirmó que las fuerzas armadas regulares rusas habían lanzado ataques con misiles contra las fuerzas de Wagner, matando a un número "enorme". Pidió una respuesta, declarando: "El consejo de comandantes de PMC Wagner ha tomado una decisión: el mal que trae la cúpula militar del país debe ser detenido". Prigozhin declaró el inicio de un conflicto armado contra el Ministerio de Defensa en un mensaje publicado en el canal de Telegram de su servicio de prensa. Hizo un llamado a las personas interesadas en sumarse al conflicto contra el Ministerio, presentando la rebelión como una respuesta a la supuesta huelga contra sus hombres.
En un vídeo publicado el 23 de junio de 2023, Prigozhin afirmó que las justificaciones del gobierno para invadir Ucrania se basaban en falsedades y que la invasión estaba diseñada para promover los intereses del Ministerio de Defensa y de los oligarcas rusos. Acusó al Ministerio de Defensa de intentar engañar al público y al presidente Vladímir Putin al retratar a Ucrania como un adversario agresivo y hostil que, en colaboración con la OTAN, estaba planeando un ataque contra los intereses rusos. En concreto, negó que se produjera una escalada ucraniana antes del 24 de febrero de 2022, que fue uno de los puntos centrales de la justificación rusa de la guerra.
Durante la madrugada del 24 de junio, las fuerzas de Wagner cruzaron a la región rusa de Rostov desde Lugansk, sin encontrar oposición aparente. En respuesta, el Servicio Federal de Seguridad (FSB) presentó cargos penales contra Prigozhin por incitar a una rebelión armada. PMC Wagner procedió a capturar la ciudad rusa de Rostov del Don y comenzó un avance sobre Moscú. Durante la refriega, Wagner derribó un avión de puesto de mando aerotransportado Ilyushin Il-22M y varios helicópteros militares.
Unos momentos después, el presidente ruso, Vladímir Putin, se dirigió a la nación, denunciando las acciones de Wagner como "traición" y prometiendo tomar "medidas duras" para reprimir la rebelión. Afirmó que la situación amenazaba la existencia de la propia Rusia. Además, Putin hizo un llamamiento a las fuerzas de Wagner que "mediante engaños o amenazas" habían sido "arrastradas" a participar en la rebelión.
En respuesta, Prigozhin dijo que el presidente de Rusia está "equivocado" y que los combatientes de Wagner son "patriotas, no traidores, hemos estado luchando por nuestro país y seguimos luchando". Prigozhin dijo que la situación en la línea del frente ucraniano no se vio afectada.También declaró que su principal objetivo era destituir a Shoigu y Gerasimov de sus cargos y reiteró sus acusaciones de corrupción contra el Ministerio de Defensa. A pesar de declarar que las justificaciones utilizadas para lanzar la guerra contra Ucrania se basaban en falsedades, Prigozhin siguió apoyando los esfuerzos bélicos, aunque pidió librar la guerra de manera más efectiva.

### Prigozhin como crítico populista
A los pocos meses, Prigozhin experimentó una metamorfosis, comenzando a posicionarse como un "narrador de la verdad", listo para decir la verdad desagradable y criticar a los líderes rusos en los términos más duros. Además de su retórica contra el Ministerio de Defensa, Prigozhin también tuvo un conflicto con el liderazgo de la República de Chechenia, y personalmente con su jefe, Ramzán Kadírov.
El politólogo holandés Cas Mudde describió el "programa" de Prigozhin como un movimiento populista radical. Los principios generales de tal movimiento: una rígida división de la sociedad en "gente buena" y "élite mala", una demanda (y promesa) de salvar a la nación, y métodos autoritarios para implementar estas consignas.
Prigozhin ha sido descrito como miembro del "partido de la guerra" dentro del liderazgo de Rusia, un grupo de partidarios de la línea dura que apoyan la invasión rusa de Ucrania, pero críticos de lo que consideran una persecución ineficaz o incompetente de la guerra por parte del gobierno ruso.

## Intereses en África
En marzo de 2020, se reveló que Prigozhin había ayudado financieramente a Saif al Islam Gadafi, hijo del difunto líder libio derrocado Muamar el Gadafi, en su candidatura para las próximas elecciones presidenciales libias.
Prigozhin expresó su apoyo al golpe de Estado en Níger de 2023, escribiendo en Telegram: "Lo que sucedió en Níger no es otra cosa que la lucha del pueblo de Níger con sus colonizadores... que están tratando de imponerles sus reglas de vida y sus condiciones y mantenerlos en el estado en que se encontraba África hace cientos de años ...Significa, efectivamente, ganar la independencia. El resto dependerá del pueblo de Níger, de la eficiencia con la que pueda gobernar".

## Agencia de Investigación de Internet
Prigozhin financió y dirigió una red de empresas que incluía una empresa llamada Internet Research Agency Ltd. (en ruso: ООО «Агентство интернет-исследований»), Concord Management and Consulting Company y otra empresa relacionada. Las tres empresas están acusadas de troleo en Internet e intento de influir en las elecciones presidenciales de Estados Unidos de 2016 y otras actividades para influir en acontecimientos políticos fuera de Rusia.
El periodista ruso Andrey Soshnikov informó que Alexey Soskovets, que había participado en la comunidad política juvenil rusa, estaba directamente relacionado con las oficinas de Internet Research en Olgino. Su empresa, North-Western Service Agency, ganó 17 o 18 contratos (según diferentes fuentes) para organizar celebraciones, foros y competiciones deportivas para las autoridades de San Petersburgo. La agencia fue la única participante en la mitad de esas licitaciones. En el verano de 2013, la agencia ganó una licitación para prestar servicios de transporte de mercancías a los participantes de un campamento de Seliger.
En febrero de 2023, Prigozhin declaró que fundó el IRA: "Nunca he sido solo el financista de la Agencia de Investigación de Internet. Lo inventé, lo creé, lo manejé durante mucho tiempo". La admisión se produjo meses después de que Prigozhin admitiera la interferencia rusa en las elecciones estadounidenses.

### Cargos penales en Estados Unidos
El 16 de febrero de 2018, Prigozhin, la Agencia de Investigación de Internet, Concord Management, otra empresa relacionada, y otras personas rusas relacionadas fueron acusadas por un gran jurado estadounidense. Prigozhin fue acusado de financiar y organizar operaciones con el fin de interferir en los procesos políticos y electorales de Estados Unidos, incluidas las elecciones presidenciales de 2016, y de otros delitos, incluido el robo de identidad. El 16 de marzo de 2020 se desestimaron los cargos contra Concord Management con perjuicio.
En febrero de 2021, Prigozhin fue añadido a la lista de buscados del Buró Federal de Investigaciones (FBI).
En febrero de 2022, Estados Unidos impuso restricciones de visado y congeló los activos de Prigozhin y su familia, debido a la invasión rusa de Ucrania en 2022.
En julio de 2022, el Departamento de Estado de los Estados Unidos. ofreció una recompensa de hasta 10 millones de dólares por información sobre Prigozhin, la Agencia de Investigación de Internet y otras entidades involucradas en la interferencia electoral estadounidense de 2016.
El 7 de noviembre de 2022, Prigozhin dijo que había interferido en las elecciones estadounidenses y que seguiría interfiriendo en el futuro.

### Apoyo financiero a María Butina
En mayo de 2019, María Butina (que anteriormente se había declarado culpable de actuar en Estados Unidos como agente no registrada de un gobierno extranjero, concretamente de la Federación Rusa) pidió ayuda para pagar los honorarios de su abogado. En febrero de 2019, Valery Butin, el padre de Butina, le dijo a Izvestia que debía a sus abogados estadounidenses 40 millones de rublos (659.000 dólares). A través del Fondo de Prigozhin para la Protección de los Valores Nacionales, administrado por Petr Bychkov, se donaron 5 millones de rublos a los costos del abogado defensor de Butina.

## Sanciones internacionales

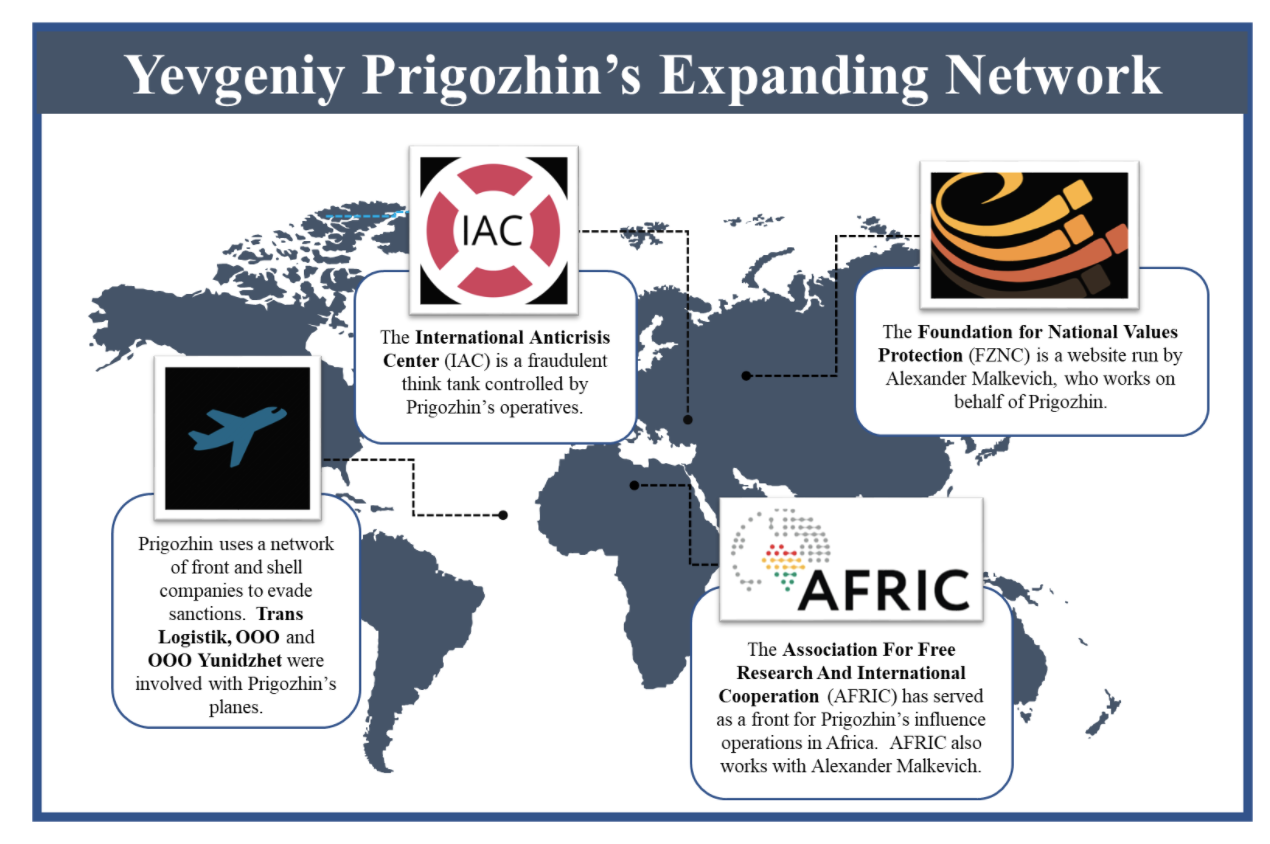
"La red en expansión de Yevgueni Prigozhin" según el Departamento del Tesoro de Estados Unidos. (2021)

En junio de 2017, se impusieron sanciones estadounidenses a una de las empresas de Prigozhin, Concord Management and Consulting, en relación con la guerra en el este de Ucrania. 
En enero de 2018, el Departamento del Tesoro de Estados Unidos también designó a Evro Polis Ltd para sanciones. Evro Polis es una empresa rusa que ha contratado al Gobierno de Siria para proteger los campos petroleros sirios a cambio de una participación del 25 por ciento en la producción de petróleo y gas de los campos. La compañía fue designada por ser propiedad o estar controlada por Prigozhin. Las sanciones exigen que se bloquee cualquier propiedad o interés en la propiedad de las personas designadas en posesión o control de personas estadounidenses o dentro de los Estados Unidos. Además, las transacciones de personas estadounidenses que involucran a estas personas (incluidas las empresas) están generalmente prohibidas.
En septiembre de 2019, otras tres empresas de Prigozhin (Autolex Transport, Beratex Group y Linburg Industries) fueron sancionadas en relación con la injerencia rusa en las elecciones estadounidenses de 2016.
En febrero de 2022, la Agencia de Investigación de Internet fue añadida a la lista de sanciones de la Unión Europea por llevar a cabo campañas de desinformación para manipular la opinión pública y "apoyar activamente acciones que menoscaban y amenazan la integridad territorial, la soberanía y la independencia de Ucrania".
Según los Estados Unidos, las actividades de Prigozhin de interferir en las elecciones y subvertir la opinión pública se extienden a los países asiáticos y africanos.
En respuesta a las sanciones emitidas por Nueva Zelanda contra 51 oligarcas y 24 funcionarios respaldados por el Kremlin (incluidos los propios hijos de Prigozhin), Prigozhin lanzó una diatriba racista contra los maoríes en octubre de 2022. Llamó a la ministra de Asuntos Exteriores, Nanaia Mahuta, "petuh" (en ruso: петух, un término despectivo en ruso para referirse a un hombre gay, que se traduce literalmente como "polla"), se refirió a ella como un hombre y dijo que su tatuaje moko kauae la hacía a ella y a las mujeres maoríes parecer "criminales". Un portavoz de Mahuta desestimó los comentarios como "vitriolo mezquino".

## Fallecimiento

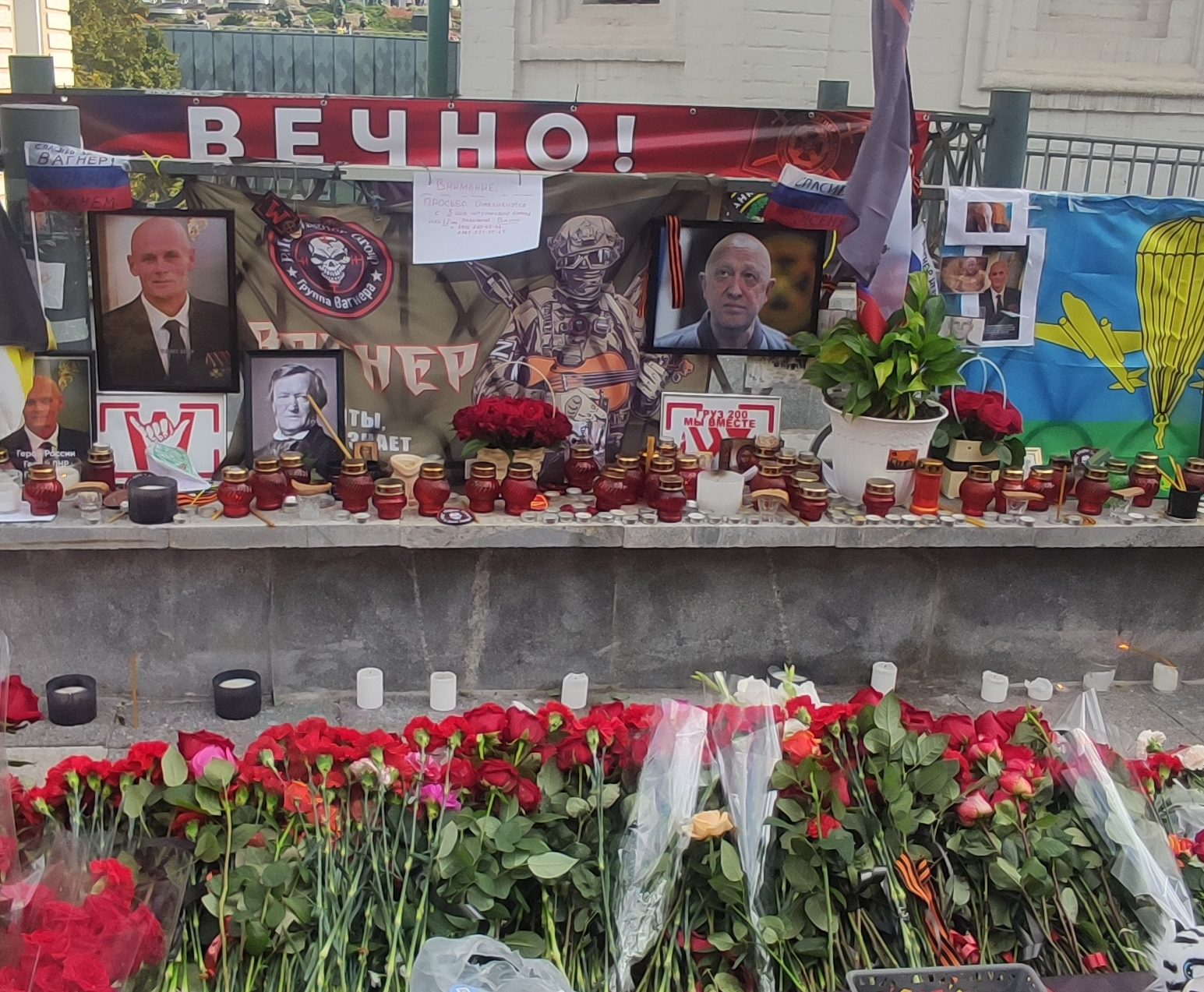
Monumento conmemorativo improvisado a Prigozhin y Utkin en Moscú.

Prigozhin figuraba entre la lista de pasajeros junto con Dmitri Utkin de un vuelo privado realizado por un Embraer Legacy que viajaba hacia la ciudad de San Petersburgo y que se estrelló en la localidad de Kuzhénkino, en el Óblast de Tver, el 23 de agosto de 2023. En el avión viajaban diez personas, incluidos tres tripulantes, y todos fallecieron tras el impacto. La agencia estatal de noticias de Rusia, TASS, anunció este hecho. Las circunstancias del accidente aún no se han esclarecido.
Se hicieron memoriales improvisados para Prigozhin y Utkin en varias ciudades con velas, flores y banderas de Wagner. Los videos de soldados de Wagner llorando frente a un monumento se volvieron virales.
El 29 de agosto, Prigozhin fue enterrado durante una ceremonia privada en el cementerio de Porojóvskoe en San Petersburgo, junto a su padre.
El 6 de septiembre, la Dirección Principal de Inteligencia de Ucrania informó de que no había podido confirmar con certeza la muerte de Yevgeny Prigozhin. El 10 de septiembre, el presidente ucraniano Volodímir Zelenski confirmó la muerte de Prigozhin y citó la ruptura del acuerdo con Prigozhin por parte de Putin como una razón para negarse a entablar negociaciones con Rusia bajo Putin. La muerte de Prigozhin se encuentra entre varias muertes repentinas de funcionarios rusos desde 2022 consideradas sospechosas.

## Condecoraciones
- Orden de la República de Sudán: otorgada en 2018.[107]

- Héroe de la Federación de Rusia: otorgada en 2022.[108]